# Adam Jiříček
Adam Jiříček (* 28. června 2006, Plzeň) je český hokejový obránce, který momentálně působí v týmu Brantford Bulldogs v OHL.V roce 2024 byl draftován týmem St. Louis Blues
Stejně jako jeho bratr David Jiříček dostal již v šestnácti letech příležitost zahrát si nejvyšší českou soutěž. Celkově v sezóně 2022/2023 odehrál mezi muži Plzně 12 zápasů, ve kterých zaznamenal 2 asistence.
I druhý z bratrské dvojice pravidelně dostává pozvánky do mládežnických reprezentačních výběrů. Na velmi povedeném turnaji Hlinka Gretzky Cup 2023, určeném pro hráče kategorie U18, vybojoval stříbrnou medaili po porážce proti Kanadě v prodloužení.
V Draftu NHL 2024 byl draftován týmem St. Louis Blues jako 16.